# José María Paolantonio
José María Paolantonio (San Cristóbal, Santa Fe; 30 de enero de 1932- Buenos Aires, 1 de septiembre de 2021) fue un abogado, dramaturgo, guionista y director de cine, de teatro y de televisión argentino. Desarrolló una extensa carrera artística.

## Primeros años
A los seis años, su familia se trasladó a la ciudad de Santa Fe. Su madre era maestra y allí vivía una hermana suya que estaba casada con Rolando Hereñú, que por aquella época era rector del Colegio Nacional y ellos comenzaron a llevarlo a los museos, a los conciertos, al teatro, al cine, comenzando así su vinculación con el arte.
En 1945, a raíz de una huelga de distribuidores de revistas, no podía leer como habitualmente lo hacía la revista Rico Tipo, y fue así que se puso a escribir y a dibujar hasta tener una revista entera, con todos los dibujos, con todos los textos, que luego circuló por todo el barrio.

## Actividad profesional
Le encantaba escuchar a la gente y era amigo de los más desposeídos. Ya comenzaba a ser capaz escribir y poner esos textos escuchados en boca de un personaje. En 1954 se recibió de abogado en la Universidad Nacional del Litoral y posteriormente obtuvo el diploma de Doctor en Ciencias Jurídicas y Sociales. A los 24 años tuvo su primer cargo en la función pública. Al recordar en una entrevista realizada años después su recordada gestión al frente de la Secretaría de Cultura de la Municipalidad de Santa Fe, señaló la importancia que tuvo en su gestión el negociar y acordar: «Por eso hoy siempre aconsejó a los jóvenes que más que confrontar, hay que acordar y hacer. Hay gente que uno considera enemigo por prejuicio y si uno sabe explicar lo que quiere es tu amigo, o por lo menos tu colaborador. Hay que liquidar la confrontación y plantear siempre la negociación. Esta manera de conducir permite siempre tener gente predispuesta a trabajar seriamente en un proyecto».
Paolantonio, que tuvo especialización en Animación de Grupos Culturales obtenida en 1975 en la Universidad Loyola de Estados Unidos, ha dirigido obras en los principales teatros oficiales del país: Teatro Colón, Teatro Nacional Cervantes, Teatro General San Martín, Teatro Presidente Alvear; y en Chile, Uruguay, Brasil, Venezuela y España. Por su actividad cultural realizada en la provincia de Santa Fe, fue declarado Ciudadano Ilustre por la Universidad Nacional del Litoral.
Íntimamente ligado a la gestión de derechos de autor, presidió el Consejo Profesional de Teatro de Argentores, y en sus últimos años, de su Junta Fiscalizadora.

## Cargos desempeñados
- Secretario de Cultura y Acción Social de la Municipalidad de Santa Fe entre 1958 y 1962.
- Director del Departamento de Extensión Universitaria de la Universidad del Litoral entre 1962 y 1968.
- Secretario de Extensión Cultural de Instituto Di Tella entre 1968 y 1971.
- Director del CICMAT, Centro de Investigación en Comunicación Masiva de Arte y Técnica de la Ciudad de Buenos Aires entre 1971/1973.
- Director cultural de República de los Niños (Municipalidad de La Plata).
- Director ejecutivo del Instituto Nacional del Teatro (Secretaría de Cultura de la Presidencia de la Nación).
- Diseñador integral del Museo Jesuítico de la Reducción de San Ignacio (Provincia de Misiones).
- Diseñador del Centro Infantil del Espacio (conjuntamente con la CONAE- Comisión Nacional de Actividades Espaciales- para ser desarrollado en la República de los Niños).
- Director Nacional de Acción Federal y de Industrias Culturales de la Secretaría de Cultura de la Nación.
- Subsecretario de Cultura de la Secretaría de Cultura de la Nación.

## Actividad docente
- Director y profesor del CICMAT (Centro de Investigaciones en Comunicación Masiva, Arte y Tecnología) de la ciudad de Buenos Aires
- Profesor de Integración Cultural en la Facultad de Ingeniería (UNL)
- Profesor de Realización Cinematográfica en el CERC (Centro de Experimentación y Realización Cinematográfica del Instituto Nacional de Cinematografía).
- Profesor titular de Lenguaje Visual I (Universidad Nacional de Lanús)

## Obras teatrales
- Mantones y Cuplés
- El Mundo Mágico de María Elena Walsh
- La Canción de los Poetas Jóvenes
- Declaración primera
- Dos gemelos en apuros
- La movilización general
- Los gemelos libertinos
- Paraíso (Ana y Mercedes)
- Doña Flor y sus dos maridos (versión para teatro),
- Entre hombres solos
- La Revolución de los Siete Jefes
- La ciudad
- Caso concluido
- Cuarto de estudio
- Alto y verde matrimonio
- Fuego asoma en el Instituto Di Tella
- Back round
- ¿Dónde queda? ¿Qué puedo tomar?  (en colaboración con Osvaldo Maggi)
- El jardín de los Frenchi Berutti

## Filmografía
Participó en los siguientes filmes:
Director
- El juguete rabioso (1984)
- La película (1975)

 Guionista 
- Bahía mágica (2002)
- El juguete rabioso (1984)
- La película (1975)
- La Raulito (1975)
- Quebracho (1974)

 Actuación 
- Un tal Ragone: Deconstruyendo a Pa (mediometraje) (2002) .... Como él mismo.

## Televisión
- Una Semana con Mónica
- El atajo (1981)
- Giácomo (1981)
- Gunte, de Barracas (1981)
- He visto a Dios (1981)
- Los chicos crecen (1981)
- El viejo Hucha (1980)
- Jettatore (1980)
- Mateo (1980)

## Premios
- Premio Konex 1981: Director de televisión.[1]
- Premio Konex 1991: Director de televisión.
- Primer Premio Editorial Lorange por Siete Jefes, 1957
- Premio Argentores por el libro Quebracho, 1974;
- Festival Internacional de Cine de Karlovy-Vary (Checoslovaquia, 1974): Premio Especial del Jurado a Quebracho;
- Premio Opera Prima por La película en el Festival Internacional de Cine de San Sebastián en 1976;
- Premio mejor guion por La Raulito en el Festival Internacional de Cine de Panamá en 1976.